# Omer Goldstein
Pour les articles homonymes, voir Goldstein.
Omer Goldstein, né le 13 août 1996 à Misgav, est un coureur cycliste israélien. Ses frères Roy et Edo sont également coureurs cyclistes.

## Biographie
En 2013, Omer Goldstein devient champion d'Israël sur route dans la catégorie juniors (moins de 19 ans). La même année, il représente son pays lors des championnats du monde de Florence. 
Lors de l'année 2017, il se distingue en remportant le Tour d'Arad ainsi que la course en ligne des Maccabiades. Il court également durant quelques mois en Espagne avec le club Ampo-Goierriko TB. Auteur de diverses places d'honneur, il s'impose sur le Mémorial Etxaniz,. 
Il passe finalement professionnel en 2018 au sein de la formation Israel Cycling Academy, qui l'engage pour deux ans. Dès sa première saison, il devient pour la première fois champion d'Israël du contre-la-montre. En 2020, il devient champion d’Israël sur route. Les deux années suivantes, il gagne le titre du contre-la-montre.

## Palmarès
- 2013
  -  Champion d'Israël sur route juniors
- 2015
  - 3e du championnat d'Israël du contre-la-montre
- 2016
  - 2e et 3e étapes de l'Apple Race
  - 2e du championnat d'Israël du contre-la-montre
- 2017
  - Tour de Ramot Menashe
  - Tour d'Arad :
    - Classement général
    - 1rea et 1reb (contre-la-montre) étapes

  -  Médaillé d'or de la course en ligne aux Maccabiades
  - Mémorial Etxaniz
  - 2e du championnat d'Israël du contre-la-montre
- 2018
  -  Champion d'Israël du contre-la-montre
  - 3e du championnat d'Israël sur route
- 2019
  - Israel Cycling Opener
  - Tour de Ramot Menashe
- 2020
  -  Champion d'Israël sur route
- 2021
  -  Champion d'Israël du contre-la-montre
- 2022
  -  Champion d'Israël du contre-la-montre
- 2025
  - 2e de la Trans-Himalaya Cycling Race

## Résultats sur les grands tours

### Tour de France
1 participation
- 2021 : 122e

### Tour d'Espagne
2 participations
- 2020 : 106e
- 2022 : 63e

## Classements mondiaux
| Année                                 | 2015 | 2016  | 2017  | 2018  | 2019  | 2020  | 2021 | 2022 | 2023 |
| ------------------------------------- | ---- | ----- | ----- | ----- | ----- | ----- | ---- | ---- | ---- |
| Classement mondial                    |      | 1913e | 2027e | 1049e | 1494e | 1493e | 728e | 496e | 767e |
| UCI Europe Tour                       | 683e | 1273e | 1307e | 653e  | 1001e | 1117e | 573e | 395e | nc   |
|                                       |      |       |       |       |       |       |      |      |      |
| Légende : nc = non classéSource : UCI |      |       |       |       |       |       |      |      |      |